# Роппонги (станция)

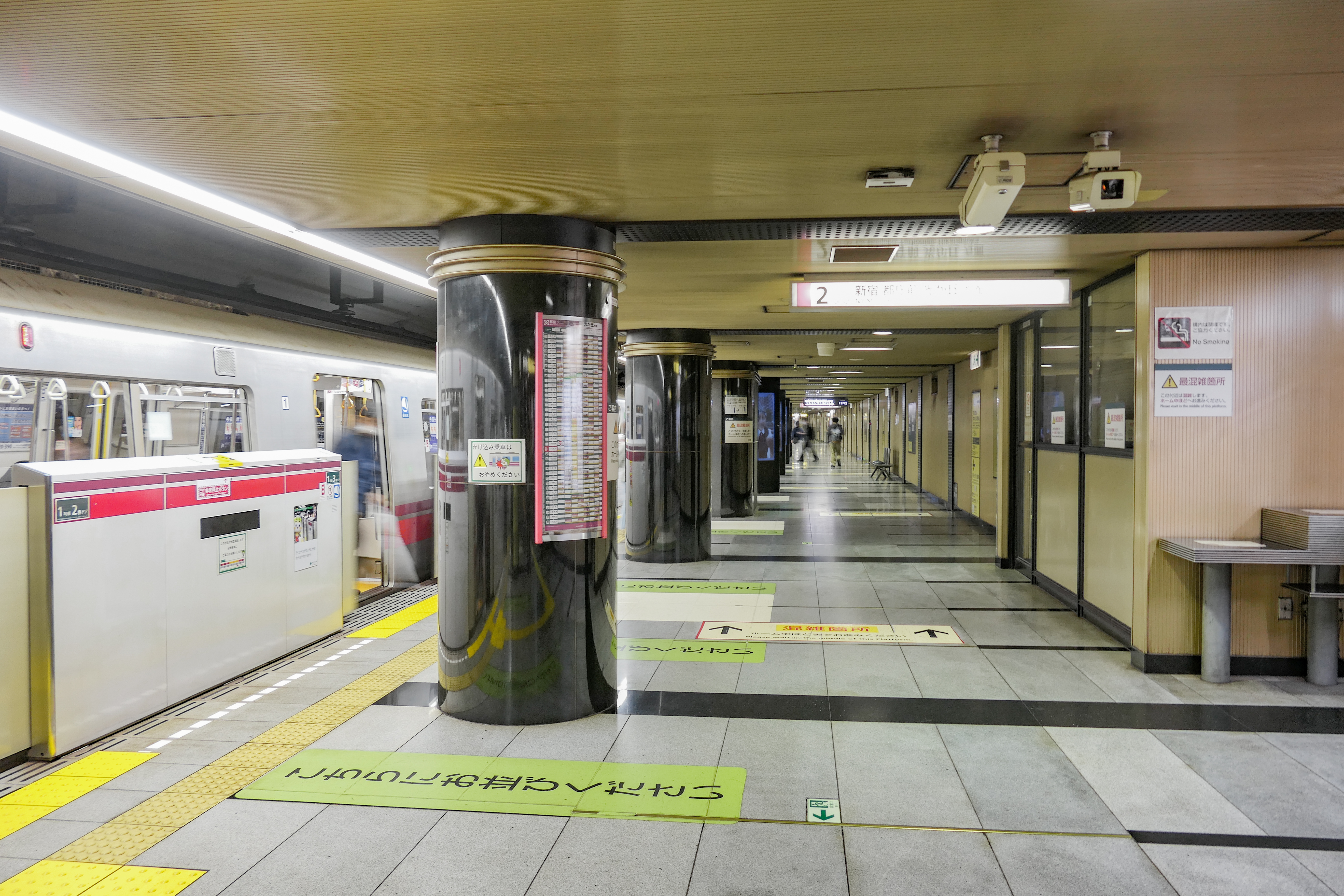
Платформа линии Оэдо

Станция Роппонги (яп. 六本木駅 роппонги эки) — железнодорожная станция на линиях Оэдо и Хибия расположенная в специальном районе Минато, Токио. Станция обозначена номером E-23 на линии Оэдо и номером H-04 на линии Хибия. На станции установлены автоматические платформенные ворота.

## История
- 25 марта, 1964: Открылась станция линии Хибия.
- 12 декабря, 2000: Открылась станция линии Оэдо.

## Планировка станции

### Tokyo Metro
Две платформы бокового типа и два пути.
| 1 | ○ Линия Хибия | Нака-Мэгуро ・ (Линия Тоёко сквозное) Хиёси ・ Кикуна                     |
| 2 | ○ Линия Хибия | Гиндза ・ Уэно ・ Кита-Сэндзю ・ (Линия Исэсаки сквозное) Тобу-Добуцукоэн |

### Toei
Две платформы бокового типа и два пути.
| 1 | ○ Линия Оэдо | Даймон ・ Рёгоку       |
| 2 | ○ Линия Оэдо | Тотёмаэ ・ Хикаригаока |

## Близлежащие станции
| «                    | «                    | Вид обслуживания   | »                   | »                   |
| Линия Хибия (H-04)   | Линия Хибия (H-04)   | Линия Хибия (H-04) | Линия Хибия (H-04)  | Линия Хибия (H-04)  |
| -------------------- | -------------------- | ------------------ | ------------------- | ------------------- |
| Хироо (H-03)         | Хироо (H-03)         | -                  | Камиятё (H-05)      | Камиятё (H-05)      |
| Линия Оэдо (E-23)    |                      |                    |                     |                     |
| Адзабу-Дзюбан (E-22) | Адзабу-Дзюбан (E-22) | -                  | Аояма-Иттёмэ (E-24) | Аояма-Иттёмэ (E-24) |